# Jamshila
Jamshila is een census town in het district Sonbhadra van de Indiase staat Uttar Pradesh. De plaats ligt aan het Govind Ballabh Pant Sagar, een van de grootste stuwmeren van India, tegen de grens met de staat Madhya Pradesh.

## Demografie
Volgens de Indiase volkstelling van 2001 wonen er 10.270 mensen in Jamshila, waarvan 55% mannelijk en 45% vrouwelijk is. De plaats heeft een alfabetiseringsgraad van 74%.